# Johnny, Johnny
"Johnny, Johnny" là ca khúc do nữ ca sĩ người Pháp Jeanne Mas trình bày. Đây là đĩa đơn thứ hai rút từ album đầu tay Jeanne Mas của cô. Ca khúc ra mắt tháng 2 năm 1985 và vươn lên dẫn đầu bảng xếp hạng đĩa đơn tại Pháp trong vòng một tháng. Bài hát này đã được nhạc sĩ Khúc Lan đặt lời tiếng Việt dưới nhan đề "Đợi chờ" hay "Người tình Johnny".

## Sáng tác
Ca khúc "Johnny, Johnny" được sáng tác và sản xuất bởi Romano Musumarra - người viết nên các bài hát thành công trong thập niên dành cho nhiều nghệ sĩ như Thân vương nữ Stéphanie xứ Monaco, Elsa Lunghini, Demis Roussos và Céline Dion. Bản gốc của bài hát được thu âm bằng tiếng Pháp, ngoài ra còn có các phiên bản tiếng Anh và tiếng Tây Ban Nha.
"Johnny, Johnny" có nội dung kể về một người đàn ông tên Johnny vừa trải qua một cuộc đổ vỡ tình cảm rất khó khăn. Bài hát đặc trưng bởi "những nốt nhạc du dương và ngọt ngào cùng tiếng bass nhịp nhàng và nhạc gõ sinh động". Cấu trúc bài hát tương tự với bản hit trước đó của Jeanne Mas là "Toute première fois".
Diễn viên Pháp Jacqueline Maillan có trình bày một trích đoạn của bài này trong bộ phim La Vie dissolue de Gérard Floque (1986).
Bản phối lại (remix) của ca khúc được tái phát hành năm 2005 nhưng không thu được sự chú ý.

## Vị trí trên bảng xếp hạng
Ngay khi ra mắt, đĩa đơn "Johnny, Johnny" đã vươn thẳng lên vị trí thứ 8 trên bảng xếp hạng của Syndicat national de l'édition phonographique (SNEP) vào ngày 2 tháng 3 năm 1985. Năm tuần sau đó, bài hát leo lên vị trí quán quân và yên vị trong vòng bốn tuần kế tiếp. Sau đó, bài hát rơi xuống vị trí thứ sáu rồi hầu như liên tiếp sụt hạng. Bài hát bám trụ top 10 trong vòng 14 tuần và top 50 trong vòng 23 tuần. Ngày 17 tháng 8, ca khúc rời khỏi bảng xếp hạng. "Johnny Johnny" được SNEP chứng nhận đĩa Vàng nhờ doanh số bán trên 500.000 bản.
Với ca khúc này, Jeanne Mas đã trở thành nữ nghệ sĩ đầu tiên giành vị trí quán quân trên Bảng xếp hạng đĩa đơn Pháp SNEP mới.

## Các phiên bản chính thức
- Bản đĩa đơn — 4:05
- Bản album — 4:25
- Bản tiếng Anh — 4:21
- Bản tiếng Tây Ban Nha — 4:11
- Bản dài — 6:30
- Bản phối mới cho câu lạc bộ — 6:22
- Bản chỉnh sửa phát trên truyền thanh (2005) — 3:26
- Bản chỉnh sửa phối bounce (2005) — 3:15
- Bản phối lại số 2 (2005) — 3:19
- Bản dành cho câu lạc bộ (2005) — 5:18
- Bản bounce (2005) — 6:18

### Bản tiếng Việt
Bài hát "Johnny, Johnny" đã được nhạc sĩ Khúc Lan đặt lời tiếng Việt dưới nhan đề "Đợi chờ" hay "Người tình Johnny".

## Danh sách bài hát
| Đĩa đơn 7" 1. "Johnny, Johnny" — 4:05 2. "Lisa" — 4:13 Đĩa 12" maxi 1. "Johnny, Johnny" — 6:30 2. "Lisa" — 4:13 Đĩa 12" maxi 1. "Johnny, Johnny" (bản phối mới cho câu lạc bộ) — 6:22 2. "Johnny, Johnny" (bản dài) — 6:30 | Đĩa đơn CD - bản phối lại năm 2005 1. "Johnny, Johnny" (bản chỉnh sửa để phát trên truyền thanh) — 3:26 2. "Johnny, Johnny" (bản chỉnh sửa phối bounce) — 3:15 3. "Johnny, Johnny" (bản phối lại số 2) — 3:19 Đĩa 12" maxi - bản phối lại năm 2005 1. "Johnny, Johnny" (bản dành cho câu lạc bộ) — 5:18 2. "Johnny, Johnny" (bản bounce) — 6:18 |

## Chứng nhận
| Quốc gia | Chứng nhận | Ngày | Doanh số chứng nhận | Doanh số |
| -------- | ---------- | ---- | ------------------- | -------- |
| Pháp     | Vàng       | 1985 | 500.000             | 849.000  |

## Bảng xếp hạng
| BXH (1985)            | Vị trí cao nhất |
| --------------------- | --------------- |
| Eurochart Hot 100     | 18              |
| BXH đĩa đơn Pháp SNEP | 1               |